# شیمی (واژه)
واژهٔ شیمی از کیمیا که نام یکی از علوم پنجگانه خفیه در دوران کهن است، اقتباس شده‌است. ریشه‌شناسی واژهٔ کیمیا، نشان از ستاک‌های مصری باستان و فارسی دارد. با این‌همه خاستگاه این واژه هرگز مشخص نبوده‌است.

## کیمیا
کیمیا که صورتی از تغییر در ماهیت ماده در جهان باستان به‌شمار می‌رفته، بر دوپایه قرار داشته‌است. نخست یافتن خوراکی برای عمر جاویدان که آن‌را در اصطلاح اکسیر می‌گفته‌اند و دوم، یافتن راهی برای تبدیل مس به زر. مردمان باستان در میان‌رودان، مصر، ایران باستان، هندوستان، چین و بسیاری از دیگر سرزمین‌ها در پی یافتن این دو کوشیده‌اند. از آنجا که خاستگاه کیمیا مشخص نیست، نمی‌توان به قطعیت گفت که این واژه نیز از کجا سربرآورده است. با این‌حال کهن‌ترین شواهدی که از آن کشف گردیده است، مربوط به نگاشته‌های پاپیروسی است که حدود ۸۰۰ سال پیش از میلاد در مصر تحریر شده‌اند.

## محتمل‌ترین فرض
محتمل‌ترین فرض بر ستاک واژهٔ کیمیا، ریشهٔ مصری باستان آن است. در زبان مصری باستان، کیمیا از واژهٔ خامه یا خَمِه به معنای زمینِ سیاه برگرفته شده‌است. پس از تسلط ایرانیان بر مصر در ۵۲۰ پیش از میلاد، این واژه به صورت کیمیا به شرق آمده است و پس از تسلط یونانیان در ۳۳۰ پیش از میلاد به صورت خومِیا (به یونانی: χυμεία) در یونانی نیز وارد گردیده است. در دوران تسلط خلافت اسلامی در خاور میانه، به صورت الکیمیاء درآمده است و با جنگ‌های صلیبی به صورت الشمی(به انگلیسی: Alchemy) مجدداً به اروپا آمده است.

## شیمی نوین
واژهٔ نوین شیمی، با انقلاب صنعتی در اروپا و با بنیان نهاده‌شدن پژوهش‌های حوزهٔ شیمی و فیزیک در دانشگاه‌ها در زبان فرانسوی ایجاد و سپس ترانویسی‌های گوناگونی از آن وارد زبان‌های دیگر شده‌است. این واژه از برابر عربی خود در زبان فرانسوی(Alchimie) اقتباس شده‌است و با حذف حرف تعریف از آن به صورت شیمی (به فرانسوی: Chimie) ارائه گردیده است. واژه کمیستری (به انگلیسی: Chemistry) نیز یک ترانویسی از برابر فرانسوی و به معنای کیمیاگری و نه کیمیا است.

## شیمی در زبان فارسی
در زبان فارسی، شیمی یک ترانویسی از برابر فرانسوی است و نخستین بار در سال ۱۸۳۱ توسط میرزا صالح شیرازی در یک رسالهٔ علوم طبیعی که خود وی مرقوم داشته بود به‌کار برده شد که بعدها در مدرسهٔ دارالفنون با عنوان رسالهٔ طبیعیات تدریس می‌گردید.